# Ghor
Ghôr (paszto/perski: غور, również jako Ghûr, Ghur lub Ghor) – górska prowincja położona w centralnej części Afganistanu. Stolica prowincji w Czaghczaran. W 2021 roku liczyła prawie 778 tys. mieszkańców.

## Warunki naturalne
Prowincja o wyraźnie górskim charakterze. 

## Ludność
Mieszanka narodowościowa: Pasztuni, Tadżycy, Hazarzy, Uzbecy.

## Historia i współczesność
Na terenie prowincji znajdował się matecznik dynastii Ghuridów, zdobywców i władców północnych Indii w XII wieku.

## Powiaty
- Czaghczaran (stolica)
- Charsada
- Marghab
- Dawlat Yar
- Du Layna
- Lal Wa Sarjangal
- Pasaband
- Saghar
- Shahrak
- Taywara
- Tulak